# 兴开河
兴开河，位于中华人民共和国吉林省梨树县境内，是东辽河右岸支流，原名新开河，原河道断断续续，1943年开发梨树灌区时，人工疏浚了中下游河道，作为灌区的排水沟，命名为“新开河”，后因与西辽河支流重名，故于1988年吉林省河流普查时更名为“兴开河”。兴开河发源于梨树县万发镇西万发村，蜿蜒向西北流经泉眼岭乡玻璃城子水库、榆树台镇东北部，至国营梨树农场团山子分场转西南流，经沈洋镇东南部、林海镇北部等地，最后穿过刘家馆子镇中部，于西端的陈家坨子屯西汇入东辽河。河长89.7千米，流域面积808平方千米。年均流量0.36亿立方米。兴开河周边无森林覆盖，沿河两岸多是农田，主要种植玉米。